# Railway Empire
Railway Empire — це симулятор будівництва та управління залізницями, розроблений студією Gaming Minds Studio та виданий Kalypso Media . Його було анонсовано на початку 2017 року та випущено 26 січня 2018 року для Linux і Microsoft Windows, 30 січня 2018 року для PlayStation 4 і Xbox One і 14 лютого 2020 року для Nintendo Switch. У Японії фізичну копію гри розповсюджувалась Ubisoft у травні 2018 року. Продовження - Railway Empire 2 було випущено в 2023 році.

## Ігровий процес
Дія основної гри Railway Empire відбувається в Сполучених Штатах з 1830 по 1930 рік. Гравець може побудувати велику мережу залізничних ліній і купувати різні локомотиви для обслуговування міст і промислових підприємств міст, які в процесі ростуть, а також наймати залізничний персонал як для управління поїздами, так і для офісних посад, з індивідуальними бонусами і типами особистості. Гравець також може розблокувати інновації, такі як нові локомотиви або бонуси до прибутку. Гра має п'ять основних ігрових режимів: режим кампанії, режим сценарію, вільний режим, режим пісочниці та режим виклику.
У режимі кампанії гравець в основному бере участь у будівництві Першої трансконтинентальної залізниці, за винятком четвертої місії, яка присвячена Громадянській війні в Америці. У цьому режимі гравець повинен виконувати завдання, а також змагатися з суперниками, керованими штучним інтелектом. У режимі «Сценарій» ці суперники - персонажі, яких можна вибирати і якими можна грати, з певними ігровими бонусами. У режимі сценарію завдання також значно складніші. У вільному режимі список завдань генерується випадковим чином під час запуску, і завдання не є обов'язковими. Гравці також можуть перемикати різні налаштування, наприклад, кількість суперників (від 0 до 3), рівень складності суперників або ввімкнення снігопаду (що сповільнює рух локомотивів взимку). У режимі пісочниці немає завдань, і всі локомотиви досліджуються автоматично. Тут також немає конкурентів, а гроші нескінченні. Режим виклику схожий на сценарії та вільний режим, але гравці змагаються з іншими гравцями в онлайн-таблиці лідерів.

## Реліз

### Розширення
Станом на 7 травня 2021, для гри доступно десять завантажуваних доповнень (DLC). Більшість DLC додають до гри нові сценарії, нові мапи для вільної гри та режиму пісочниці, нові локомотиви та товари для торгівлі. Один DLC, Railway Empire - Official Soundtrack, не доповнює базову гру, а натомість є випуском саундтреків базової гри та DLC, випущених на той час.
| Назва                     | Дата випуску     | Примітка |
| ------------------------- | ---------------- | -------- |
| Mexico                    | 8 червня 2018 р  | [ 16 ]   |
| The Great Lakes           | 17 серпня 2018 р | [ 17 ]   |
| Crossing the Andes        | 19 жовтня 2018 р | [ 18 ]   |
| Great Britain and Ireland | 14 грудня 2018 р | [ 19 ]   |
| Germany                   | 1 березня 2019 р | [ 20 ]   |
| France                    | 24 травня 2019 р | [ 21 ]   |
| Northern Europe           | 13 грудня 2019 р | [ 22 ]   |
| Down Under                | 8 травня 2020 р  | [ 23 ]   |
| Japan                     | 7 травня 2021 р  | [ 24 ]   |

### Видання
7 серпня 2020 року Kalypso випустила «complete collection», дозволяючи придбати всі DLC, доступні на той час (крім музичного DLC), разом із базовою грою.

## Сприйняття
| Агрегатор  | Оцінка                                         |
| ---------- | ---------------------------------------------- |
| Metacritic | PC: 74/100 PS4: 79/100 XONE: 77/100 NS: 74/100 |

Гра отримала оцінку 74 на Metacritic .
У огляді Railway Empire in Black Gate Боб Бірн сказав: «З цією грою я заново відкрив для себе любов до залізничних симуляторів. Грати в неї так само цікаво, як і в Railroad Tycoon. Я наполегливо рекомендую її, якщо це ваш тип гри».

### Нагороди та номінації
Railway Empire була номінована на чотири нагороди Deutscher Entwicklerpreis 2018; вона виграла дві: «Найкраща німецька гра для ПК/консолей» та «Найкраще оптимізована німецька гра».
1. ↑  Nintendo Switch версія розроблена Independent Arts Software.[1]
2. ↑  This DLC was released after the publication of the 'Complete Collection' and 'Official Soundtrack' items and is not included on either.